# Duckstein (Bier)

Das bis zum Jahre 2011 gebräuchliche Logo mit dem Kaiserdom Königslutter und der Kaiser-Lothar-Linde

Duckstein ist eine Biermarke der Carlsberg A/S, bei der es sich um ein obergäriges Bier von rötlicher Farbe handelt. Von der Biersorte her ist es am ehesten in die Kategorie Altbier einzuordnen. Daneben gibt es unter dem Namen inzwischen auch die Sorten Duckstein Weizenbier, Duckstein Opal Pilsener, Saphir Kellerbier und Rubin Bockbier.

## Geschichte

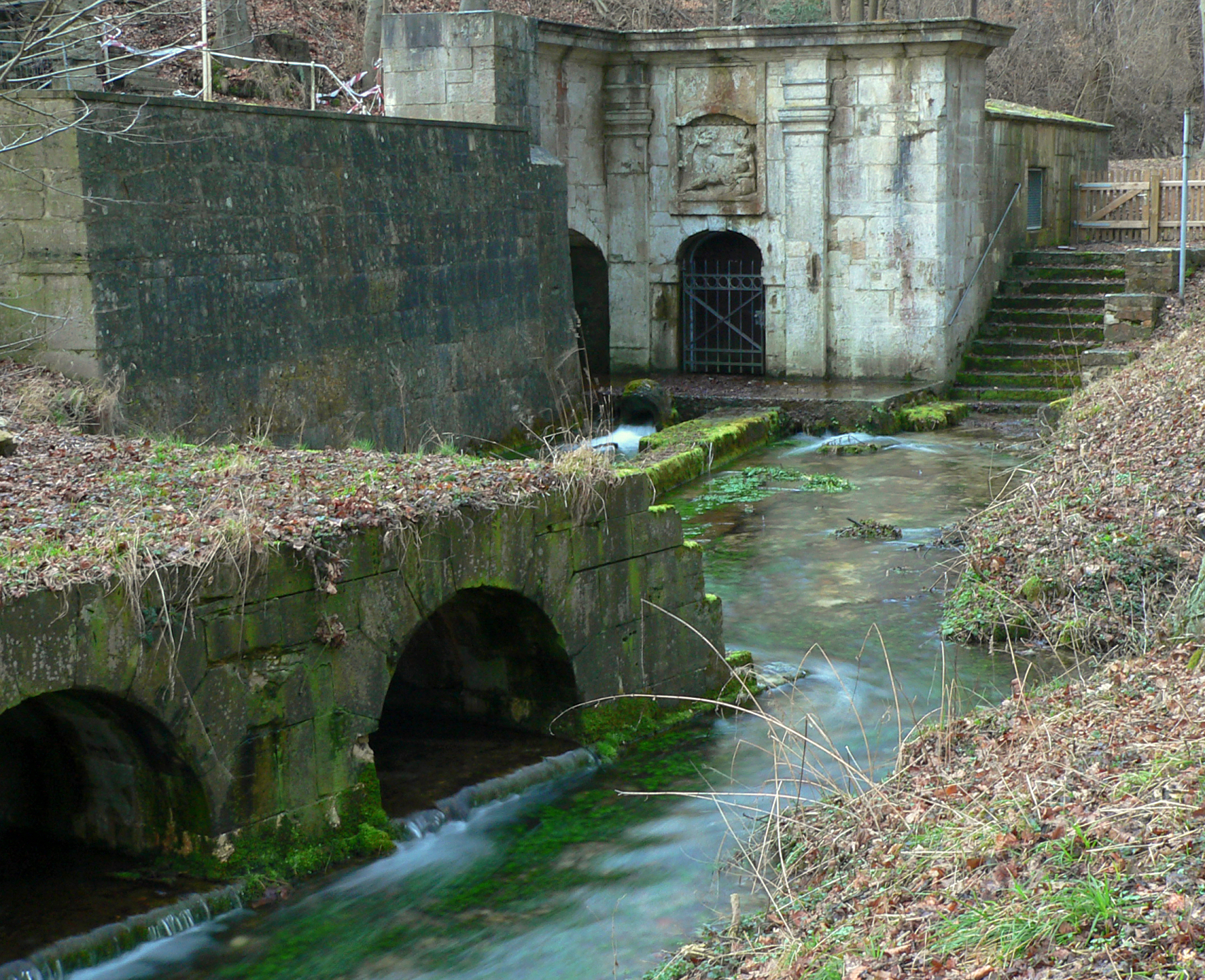
Lutterquelle, mit dem Wasser der Lutter wurde das Ducksteiner ursprünglich in Königslutter gebraut

Duckstein-Bier wurde seit dem 17. Jahrhundert in Königslutter am Elm von bis zu 73 berechtigten Brauhäusern in der Stadt als obergäriges Weizenbier gebraut. Das Bier war von gelblicher Farbe, schmeckte süßlich und soll gegen vielerlei Krankheiten gut gewesen sein. Zutaten waren Weizen, etwas Hopfen und das Wasser des Baches Lutter, der mitten durch Königslutter fließt. Das harte Wasser der naheliegenden Lutter-Quelle am Elm eignete sich zum Brauen dieses Bieres besonders wegen seines hohen Mineralstoffgehaltes (Calcium- und Hydrogencarbonat). Der Bach entspringt dem größtenteils aus Kalkgestein aufgebauten Höhenzug Elm und schied im Bachbett in jüngeren geologischen Zeiten Kalktuff (Travertin) ab. Das gesteinsähnliche Material wird auch als „Duckstein“ bezeichnet und gab der Biermarke den Namen.
Das Duckstein-Bier war bereits im 17. Jahrhundert weit über Königslutter hinaus bekannt und stellte im 17. und 18. Jahrhundert ein Exportgut dar, das der Stadt eine Blütezeit bescherte. Dies wurde auch durch ihre Lage der Stadt an der Handelsstraße Braunschweig–Magdeburg (heutige B 1) begünstigt. Das Bier wurde nach Magdeburg, Halle, Leipzig, Berlin, Hamburg, Kassel und auch bis in die Niederlande in großen Mengen ausgeführt. Der preußische König Friedrich Wilhelm I. schätzte es sehr und pflegte es in seinem Tabakskollegium zu trinken. Vom Kollegiumsmitglied Freiherr Jacob Paul von Gundling, seines Zeichens Hofrat für Zeitungs- und Geschichtsangelegenheiten, wurde das Bier protegiert. Von Gundling galt als profunder Bierkenner und war landesweit mit der Biergütekontrolle befasst, wobei er dem Ducksteiner besondere Güte attestierte. Der Geograph Johann Gottfried Gregorii alias Melissantes publizierte 1744 in einer Berufsbeschreibung des Bierbrauers ein Verzeichnis mit 35 der damals bekanntesten deutschen Biersorten, worunter sich auch das Duckstein aus Königslutter findet.

## Vermarktung heute

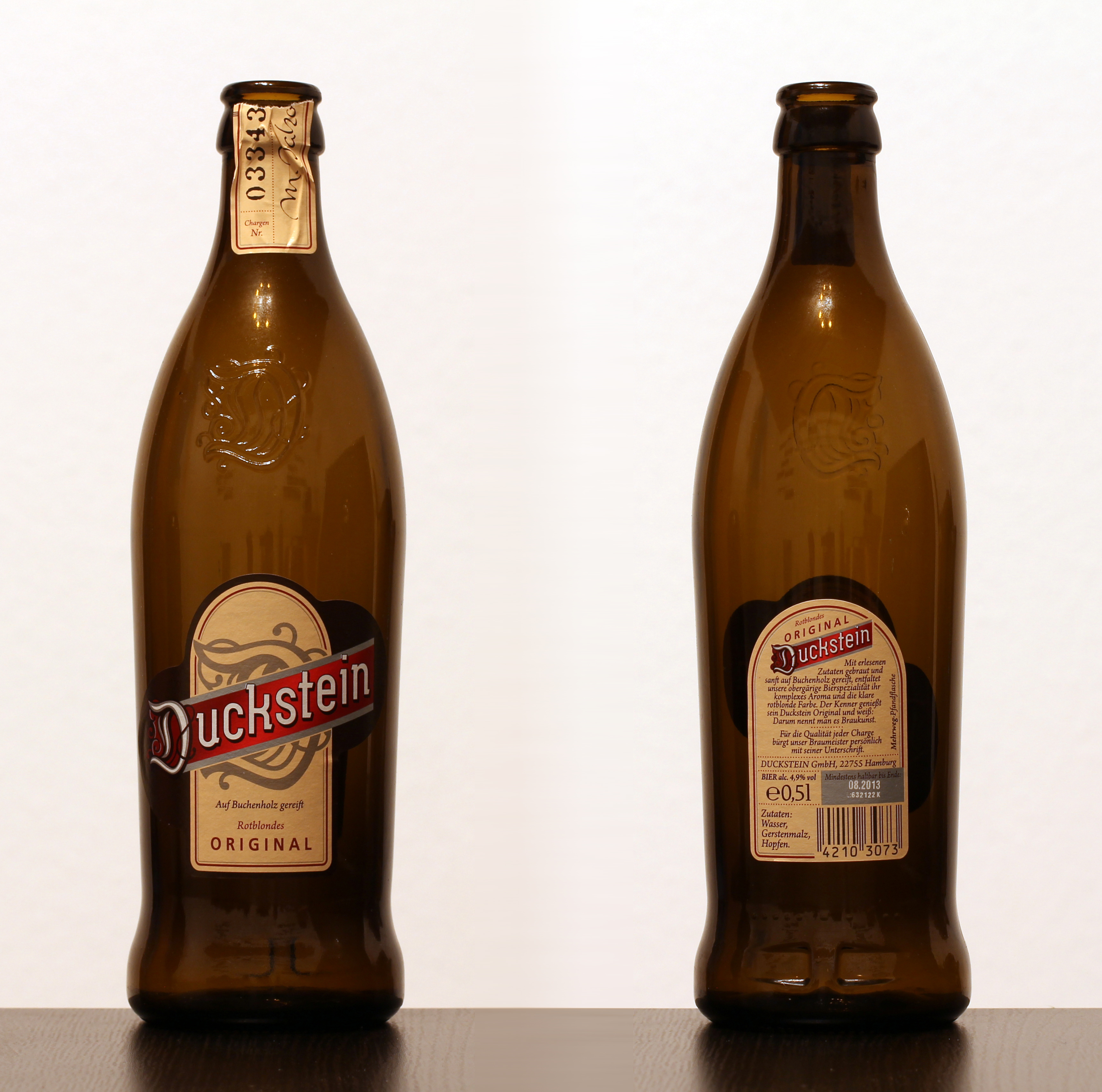
Duckstein Rotblondes Original

Das heute unter der Marke Duckstein angebotene Bier wird nicht mehr in Königslutter gebraut. Die Marke wurde ab 1987 von der Braunschweiger Brauerei Feldschlößchen zunächst unter dem Namen Ducksteiner im gehobenen Gaststättensegment angeboten. Der Name musste bald geändert werden, da eine andere Brauerei die Namensrechte für sich reklamierte. Die Eigentümerin der Brauerei Feldschlößchen, die Holsten-Brauerei AG, übernahm 1991 auch die Mecklenburgische Brauerei Lübz und verlegte die Produktion später dorthin. Das Brauwasser stammt aus einem brauereieigenen Tiefbrunnen. Duckstein wird heute als Premium-Bier vermarktet. Es wird in Gaststätten vom Fass gezapft, ist aber auch in Getränkemärkten als Flaschenbier zu 0,5 l Inhalt erhältlich. Der Alkoholgehalt beträgt 4,9 %. Der Flaschenaufdruck enthält den Hinweis: Auf Buchenholz gereift. Rotblondes Original. Das Buchenholz wird als Späne zugeführt und wieder entfernt. Die Reifung erfolgt in metallenen Behältnissen. Saisonal bietet die Brauerei alternative Bierspezialitäten an, so im Herbst 2014 ein „Sonnenmalz“ mit 5,4 % Alkoholgehalt und einer Mischung aus vier Malzsorten. 2015 wurde das Angebot um die drei Sondereditionen Bernstein Märzen Grand Cru, Opal Pilsener Grand Cru und Rubin Bock Grand Cru erweitert.
Es gibt spezielle Gläser für das Bier, das seit 2003 als markenindividuelle Mehrwegflasche im eigenen Bierkasten vertrieben wird. Für den Verbraucher ist die ursprüngliche Herkunft des Markennamens nicht erkennbar. Es gab nur einen indirekten Hinweis durch die Abbildung des Kaiserdoms Königslutter mit der Kaiser-Lothar-Linde auf dem Flaschenetikett, was aber nicht erklärt wurde. Etwa 2011 wurde bei einer Änderung des Logos die Abbildung von Dom und Kirche entfernt, so dass kein Hinweis auf die Geschichte der Biermarke mehr ersichtlich ist. In Königslutter findet seit 1989 alljährlich im Sommer das „Ducksteinfest“ statt, das die Hersteller-Brauerei sponsert. Auch veranstaltet die Marke Duckstein über eine Event-Firma jährlich „Duckstein-Festivals“ mit kulturellen Darbietungen in Königslutter am Elm, Kiel, Hamburg, Lübeck, seit 2007 auch in Binz auf Rügen, seit 2010 in der Bremer Überseestadt und seit 2012 am Schloss Charlottenburg in Berlin.

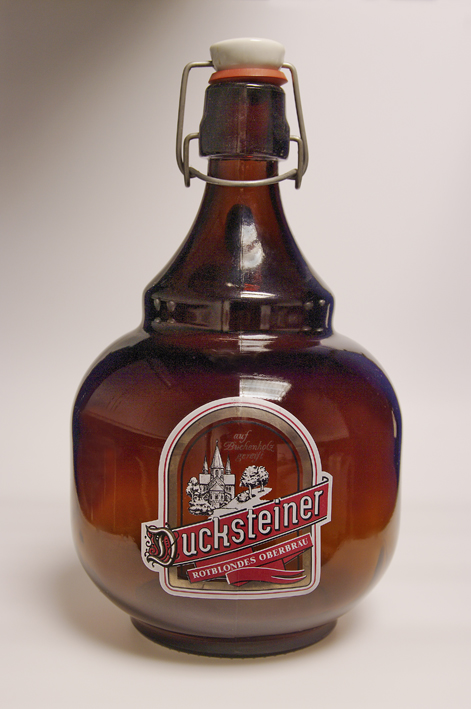
2-l-Flasche Ducksteiner
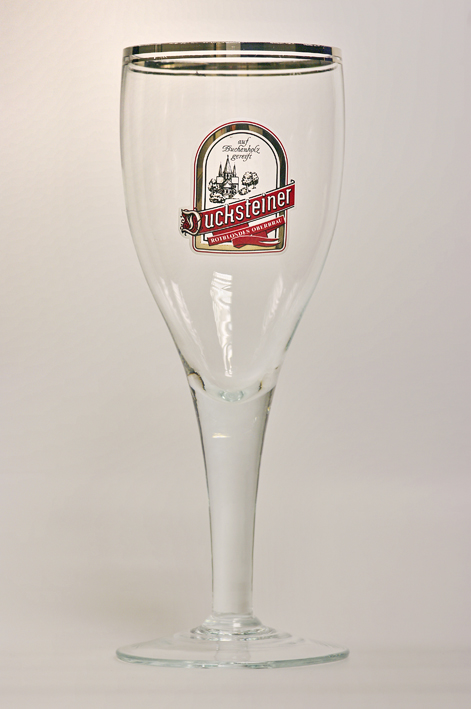
Pokal mit Aufdruck Ducksteiner
Detail des Pokals
Bierdeckel Duckstein
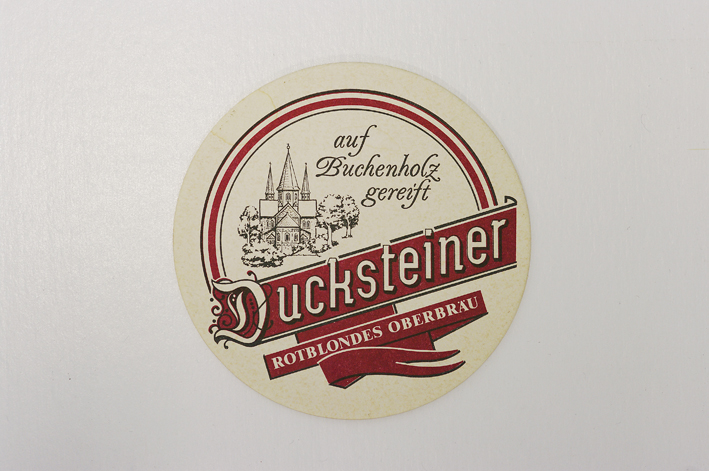
Bierdeckel Ducksteiner
Bierdeckel Duckstein (rot)
Pilsdeckchen Ducksteiner